# Kyivstar
Kyivstar (ucraino: Київстар) è il più grande operatore di telefonia in Ucraina con 26,5 milioni di abbonati mobili e 820.000 in fibra FTTB a fine dicembre 2017. Ha sede in Kiev ed è controllata da Veon (precedentemente Vimpelcom).
Utilizza la rete GSM con cui fornisce una copertura del 99% del paese, oltre alla rete 3G/HSPA (dal 2015) e al 4G/LTE (da marzo 2018).
Fu fondata nel 1994, la prima telefonata fu effettuata il 9 dicembre 1997.